# Gianluca Gori
Gianluca Gori (né à Florence le 9 septembre 1967), mieux connu sous le nom de scène Drusilla Foer, est une drag queen et personnalité de la télévision italienne.

## Biographie
Gianluca Gori est né à Florence en 1967 . Il a travaillé comme acteur, metteur en scène de théâtre , comme photographe s'intéressant à la mode et au design . Lorsqu'on lui a demande où s'arrête et où commence « Drusilla Foer  », il déclare : « Il n'y a pas de limites. Parce que Drusilla ne prend la place de personne. C'est tout naturel. » .
En 2017, Foer est l'animateur de StraFactor, une émission de fin de soirée « anti-talent » qui parodie X Factor 
En février 2022, Foer co-organise la troisième soirée du Festival de musique de Sanremo 2022. Après l'émission, elle  reçoit des offres pour animer d'autres programmes, mais en rejette la plupart. En mai, Foer  co-organise le 67e David di Donatello avec Carlo Conti .Cette année-là (2022), elle est la deuxième personne la plus recherchée sur Google en Italie après Vladimir Poutine. L'année suivante, elle est l'invitée de la deuxième soirée du Festival de Musique de Sanremo 2023. , .

## Publication
- (it) Drusilla Foer, Tu non conosci la vergogna, Mondadori, 2021 (ISBN 9788804738299).

## Filmographie

### Film
| Année | Titre                   | Rôle                   | Remarques           | Réf. |
| ----- | ----------------------- | ---------------------- | ------------------- | ---- |
| 2012  | Magnifica presenza      | Ennio                  | comme Gianluca Gori | .    |
| 2017  | Riccardo va all'inferno | Médecin                |                     | .    |
| 2021  | Sempre piu bello        | La grand-mère de Marta |                     | .    |
| 2023  | Il cacio con le pere    | Note Mastini           |                     | .    |
| 2023  | Cattiva coscienza       | Président              |                     | .    |

### Télévision
| Année   | Titre                                  | Role              | Notes           | Ref.  |
| ------- | -------------------------------------- | ----------------- | --------------- | ----- |
| 2012    | The Show Must Go Off                   | Lui-même          |                 | .     |
| 2017    | StraFactor                             | Lui-même          | Juge            | .     |
| 2018–20 | CR4 - La Repubblica delle Donne        | Lui-même          |                 | .     |
| 2020    | L'ultima de' Medici                    | Madame Du Deffand |                 | .     |
| 2021    | Ciao maschio                           | Lui-même          |                 | .     |
| 2022    | Festival de Sanremo 2022               | Lui-même          | Co-hôte, nuit 3 | .     |
| 2022    | 67e cérémonie des David di Donatello   | Lui-même          | Hôte            | .     |
| 2022    | Drusilla e l'almanacco del giorno dopo | Lui-même          | Hôte            | .     |
| 2023    | Festival de Sanremo 2023               | Lui-même          | Guest           | [ 9 ] |
| 2024    | Nous voulons tous être sauvés          | Matilde           |                 | .     |